# Åmål
Åmål (em sueco: Åmål;  ouça a pronúncia) ou Omol é uma cidade da província da Dalsland, na região da Gotalândia, no sul da Suécia.                                                                                                                                                  

Está localizada no nordeste da Dalsland, junto ao lago Vänern, a 70 km a sudoeste de Karlstad..

Tem uma área de 7,45 km² e uma populacão de 9 299 habitantes (2021).

É a sede do município de Åmål, pertencente ao condado da Västra Götaland.

## Etimologia e uso
O nome geográfico Åmål deriva das palavras å (rio) e *mordher (saibro grosso), em alusão ao rio que atravessa a localidade e a um terreno com areia, saibro ou pedras.
A localidade está mencionada como "Ømorđ", em 1312 e como Amord em 1397.

Em textos em português costuma ser usada a forma original Åmål.

## Comunicações
A cidade de Åmål é atravessada pela E45 (ligando Trollhättan e Vänersborg a Säffle) e por um prolongamento da Linha da Noruega/Vänern.